# L'Herbage
L'Herbage est un tableau réalisé par le peintre français Henri Rousseau en 1910. Cette huile sur toile est un paysage naïf représentant un herbage dans lequel un bouvier qui semble minuscule se tient debout entre deux vaches et un arbre. Achetée à Paris par Tsuchida Bakusen, elle est aujourd'hui conservée au musée Artizon, à Tokyo, au Japon.